# Maria Fiodorovna Nagaïa
Maria Fiodorovna Nagaïa (en russe : Мария Фёдоровна Нагая), née le 8 février 1553 et morte vers 1610, est une tsarine russe, huitième et dernière épouse (non canonique) d'Ivan IV dit le Terrible.

## Biographie

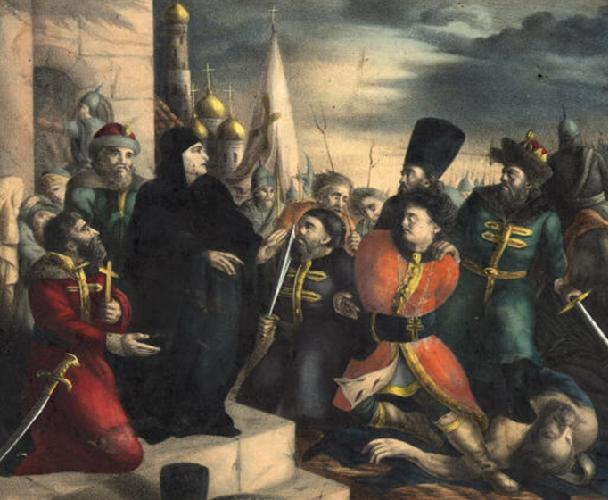
L'impératrice Marfa démasque le Faux Dimitri, Musée historique d'État
Lithographie coloriée d'après une esquisse de V. Babouchkine, milieu du XIXe siècle.

Maria est la fille de Fiodor Fiodorovitch Nagoï. Elle épouse Ivan IV en 1581 et donne naissance un an plus tard à leur fils Dimitri. Comme l'Église orthodoxe n'autorise que quatre mariages, son mariage n'est pas reconnu comme légitime, ce qui rend la naissance de l'enfant illégale. 
Après le décès d'Ivan en 1584, Maria, ses frères et son fils Dimitri sont envoyés en exil à Ouglitch par Boris Godounov, où elle vivra jusqu'à la mort mystérieuse du tsarévitch Dimitri en 1591. Maria et sa famille sont accusés de « négligence criminelle » et, en conséquence, elle doit se faire nonne dans un monastère sous le nom de Marfa (Martha), tandis que ses frères sont incarcérés. En 1605, après l'arrivée du Faux Dimitri à Moscou, Maria Nagaïa est obligée de le reconnaître comme étant son fils et peut revenir à Moscou. Les autres membres de sa famille sont libérés et réintégrés dans leurs rangs. Après la mort de l'usurpateur Dimitri II en 1606, Maria Nagaïa le renie. 
Elle meurt à Moscou. La date de sa mort n'est pas connue avec précision. Sur sa pierre tombale conservée au Kremlin, l'année 1611 est indiquée comme étant l'année de la mort, mais différentes dates sont supposées (en 1608, 1610 ou 1612, selon les sources).

## Sources
- (en) Natalia Pushkareva,  Women in Russian History: From the Tenth to the Twentieth Century